# Komako Kimura
Komako Kimura (木村 駒子?, Kimura Komako; 29 luglio 1887 – 10 luglio 1980) è stata un'attrice, danzatrice, editrice, manager e suffragetta giapponese.

## Biografia

### Infanzia
Komako nacque a Kumamoto nel 1887 in una famiglia tradizionale giapponese che la crebbe per diventare una moglie perfetta. Gli fu insegnato a leggere, recitare poesie, cucinare, suonare strumenti a corda e a obbedire al suo futuro marito. Una delle cose che più amava era recitare nel tradizionale teatro kabuki. Durante il suo periodo scolastico approfondì molti scrittori occidentali tra cui la femminista Ellen Key.
Quando Komako aveva solo 14 anni gli fu organizzato un matrimonio combinato ma il giorno del matrimonio Komako saltò fuori dalla carrozza per nascondersi e non sposarsi. Vendette l'abito da sposa e con i soldi ottenuti comprò un biglietto del treno per un'altra città dove ottenne un lavoro come ballerina che la rese famosa.

### Carriera e attivismo
Nel 1913 Komako fu la cofondatrice della "Real New Women's Association" (Shin Shinfujinkai) e la redattrice del giornale da lei fondato Shin shin fujin. Nel 1917 si recò a New York per partecipare a una marcia per il suffragio universale e né approfittò per studiare l'inglese e le strategie delle suffragette americane; ebbe anche modo di raccogliere dei fondi per continuare ad aiutare gli sforzi per il suffragio femminile giapponese. Pianificò anche di creare una rivista statunitense intitolata The Japanese Suffragist.
Komako recitò la maggior parte dei ruoli femminili scritti da Shakespeare (in giapponese) e gestì due teatri a Tokyo. Il governo giapponese boicottò i suoi spettacoli perché i suoi ruoli erano ritenuti poco appropriati per la società dell'epoca.
«Mi è stato detto che una suffragetta danzante è qualcosa che l'America non capisce» disse in un'intervista del 1917 e che «Tutti devono avere dei mezzi di sussistenza mentre si lotta per degli ideali».

### Vita privata
Kimura sposò l'insegnante spirituale e guaritore Hideo Kimura ed ebbe da lui un figlio nel 1909. Mentre vivevano a New York i Kimura diedero dimostrazioni pubbliche delle discipline fisiche giapponesi e delle loro cerimonie religiose.

### Ultimi anni di vita e morte
Nei loro ultimi anni di vita Komaku e Hideo si stabilirono negli Stati Uniti. Komaku morì il 10 luglio 1980, all'età di 92 anni.